# Zorovac
Zorovac (em cirílico: Зоровац) é uma vila da Sérvia localizada no município de Bojnik, pertencente ao distrito de Jablanica, na região de Pusta Reka. Não havia nenhum habitante na vila segundo o censo de 2002.

## Demografia
| 1948 | 1953 | 1961 | 1971 | 1981 | 1991 | 2002 | 2011 |
| ---- | ---- | ---- | ---- | ---- | ---- | ---- | ---- |
| 52   | 45   | 60   | 40   | 35   | 21   | 19   | 0    |